# Sindicato Nacional de Empresas Distribuidoras de Combustíveis e Lubrificantes
O Sindicato Nacional de Empresas Distribuidoras de Combustíveis e de Lubrificantes é uma associação de classe da qual fazem parte as principais companhias distribuidoras de combustíveis e de lubrificantes do Brasil. Suas associadas representam aproximadamente 80% do volume de distribuição do setor, sendo elas: AirBP, ALE, Castrol, Chevron, Cosan, Ipiranga, Petrobras Distribuidora, Petróleo Sabbá, Petronas, Raízen, Shell, Total BR e YPF.
Fundado em 1941, o sindicato é o fórum apropriado para discussões de assuntos jurídicos, fiscais, operacionais, de suprimentos, de transportes, de segurança industrial, de saúde ocupacional e de proteção ao meio ambiente que sejam comuns às suas associadas e de representação da categoria junto ao governo. Em 2011 a entidade foi chamada para audiência pública do Senado, onde foi debatida a política de preços de combustíveis do Brasil.